# Reflektor (singolo)
Reflektor è un singolo degli Arcade Fire pubblicato nel 2013. È il primo singolo estratto dall'omonimo album Reflektor. Prodotto dalla band con l'aiuto di James Murphy e Markus Dravs, anche David Bowie ha preso parte alla registrazione della traccia. Il singolo è stato pubblicato in edizione limitata su vinile ed accreditato all'inesistente band The Reflektors.

## Videoclip
Assieme al singolo sono stati pubblicati un videoclip in bianco e nero diretto da Anton Corbijn ed un video interattivo sviluppato da Vincent Morisset con l'aiuto di Google in cui vengono mostrate anche delle immagini girate ad Haiti.